# Jozef Suchánek
Jozef Suchánek (* 6. ledna 1949) je bývalý československý fotbalista, obránce. Jeho bratr je fotbalista Milan Suchánek.

## Fotbalová kariéra
V československé lize hrál za Duklu Praha, Lokomotívu Košice a Slovan Bratislava. V československé lize nastoupil ke 335 utkáním a dal 11 gólů. Za reprezentační B-tým nastoupil k 1 utkání, za reprezentaci do 23 let nastoupil k 8 utkáním a stal se juniorským mistrem Evropy do 23 let v roce 1972. V Poháru vítězů pohárů nastoupil v 10 utkáních a v Poháru UEFA odehrál 2 utkání.

## Ligová bilance
| Ročník                                   | Zápasy | Góly | Kluby             |
| ---------------------------------------- | ------ | ---- | ----------------- |
| 1. československá fotbalová liga 1969/70 | 10     | 1    | Dukla Praha       |
| 1. československá fotbalová liga 1970/71 | 24     | 0    | Lokomotíva Košice |
| 1. československá fotbalová liga 1971/72 | -      | 2    | Lokomotíva Košice |
| 1. československá fotbalová liga 1972/73 | -      | 0    | Lokomotíva Košice |
| 1. československá fotbalová liga 1973/74 | -      | 2    | Lokomotíva Košice |
| 2. československá fotbalová liga 1974/75 | -      | -    | Lokomotíva Košice |
| 1. československá fotbalová liga 1975/76 | -      | 1    | Lokomotíva Košice |
| 1. československá fotbalová liga 1976/77 | -      | 0    | Lokomotíva Košice |
| 1. československá fotbalová liga 1977/78 | -      | 0    | Lokomotíva Košice |
| 1. československá fotbalová liga 1978/79 | 29     | 1    | Lokomotíva Košice |
| 1. československá fotbalová liga 1979/80 | -      | 0    | Lokomotíva Košice |
| 1. československá fotbalová liga 1980/81 | 30     | 1    | Lokomotíva Košice |
| 1. československá fotbalová liga 1981/82 | 30     | 2    | Slovan Bratislava |
| 1. československá fotbalová liga 1982/83 | 22     | 1    | Slovan Bratislava |
| 1. LIGA CELKEM                           | 335    | 11   |                   |